# کویچی هیگاشی
کویچی هیگاشی (انگلیسی: Koichi Higashi؛ زادهٔ ۲۳ اوت ۱۹۷۸) بازیکن فوتبال اهل ژاپن است.
از باشگاه‌هایی که در آن بازی کرده‌است می‌توان به باشگاه فوتبال ساگان توسو اشاره کرد.